# Okaritói barna kivi
A okaritói barna kivi (Apteryx rowi) a madarak osztályának struccalakúak (Struthioniformes) rendjébe, a kivifélék (Apterygidae) családjához tartozó faj.

## Rendszerezés
2003-ig a barna kivi (Apteryx australis) alfajának tekintették Apteryx australis rowi néven.

## Előfordulása
Új-Zéland déli szigetének nyugati partvidékén honos, az aljnövényzetek rejtőzködő lakója.

## Megjelenése
Röpképtelen madár, lapos szegycsontú, szárnyai minimálisak, szájpadlása jellegzetes

## Külső hivatkozás
- Képek az interneten az okaritói barna kiviről